# Chlorophanus excisus
Chlorophanus excisus ist ein Käfer aus der Familie der Rüsselkäfer und der Unterfamilie Entiminae. Zur Gattung Chlorophanus gehören in Europa elf Arten, von denen vier auch in Mitteleuropa vorkommen. Chlorophanus excisus dringt von Osten bis nach Österreich und in die Schweiz vor, fehlt jedoch in Deutschland. Die häufigste Art der Gattung ist in Mitteleuropa Chlorophanus viridis.
Der Gattungsname Chlorophanus von altgriechisch χλωρός ‚chlorós ‘ ‚grün‘ und φαίνω ‚phāīno‘ ‚ich erscheine‘ bezieht sich auf das (teilweise) grüne Aussehen. Der Artname excisus (lat.) bedeutet ‚ausgeschnitten‘ und bezieht sich vermutlich auf den tiefen Einschnitt am Rüssel.
|                                                         |                                                |
| Abb. 1: Aufsicht auf Chlorophanus excisus               | Abb. 2: Vorderschiene von unten (links Tarsus) |
|                                                         |                                                |
| Abb. 3: Ausschnitt Beschuppung entlang Flügeldeckennaht |                                                |
|                                                         |                                                |
| Abb. 4: Flügeldeckenende Aufsicht                       | Abb. 5: Kopf, Behaarung Halsschild rechts      |

## Merkmale des Käfers
Der sieben bis dreizehn Millimeter lange Käfer ist auf der Oberseite dicht mit überwiegend leuchtend grünen Schuppen bedeckt (Abb. 3), wirkt aber durch die Behaarung matt grün.
Der Kopf ist nach vorn durch einen breiten Rüssel verlängert. Er trägt einen Längskiel und ist am Vorderrand tief dreieckig ausgeschnitten. Die Fühler sind nahe der Rüsselspitze eingelenkt. Das erste Fühlerglied ist kaum gegen die Geißel abgewinkelt und relativ kurz, etwa so lang wie die folgenden drei Glieder der Geißel zusammen. Die Art ist von den anderen mitteleuropäischen Arten der Gattung dadurch abgegrenzt, dass die hellgelben bis bräunlichen Haare auf der Rüsseloberseite und der Stirn dicht und relativ aufrecht stehen (Abb. 3), während sie bei den restlichen Arten spärlicher, eher liegend, und metallisch gefärbt sind.
Der Halsschild ist vorn etwa so breit wie der Kopf, hinten wesentlich breiter, aber deutlich schmaler als die Flügeldecken gemeinsam (Abb. 1). Die Hinterecken sind nicht leicht nach außen gezogen, die Hinterwinkel sind vielmehr stumpf. Am Vorderrand des Halsschilds sitzen seitlich unten an einen Backenbart erinnernde lange nach vorn aufgebogene Haarborsten (Abb. 5).
Die Flügeldecken sind gestreckt, ihre Seiten kaum gerundet. Nach hinten laufen sie in eine lang ausgezogene Spitze aus und klaffen an dort leicht auseinander.(Abb. 4) Die Flügeldeckenspitze ist lang ausgezogen und die beiden Flügeldecken klaffen an der Spitze auseinander. Neben der Flügeldeckennaht sind die Schuppen blasser und spärlicher, wodurch der Käfer dort dunkel gestreift erscheint (Abb. 3). Gewöhnlich erscheint auch von den abgeschrägten Schultern ausgehend ein weiterer verwaschener dunkler Längsstreifen (Abb. 1).
Die robusten Beine enden in viergliedrigen Tarsen. Die Tarsen sind wie die Fühler aufgehellt bis rötlich gelb. Alle Schienen sind stark gebogen. Die Schienenspitzen tragen einen Kranz aus kleinen Borsten und laufen auf der Innenseite in einem kräftigen Haken aus (Abb. 2). Dieser ist beim Weibchen am Mittelbein im Unterschied zu anderen Arten nicht außergewöhnlich groß. Die Klauen sind nicht verwachsen.

## Biologie
Die Käfer erscheinen im Mai und Juni in Wassernähe. Sie wurden auf Korbweiden und Silberpappelgebüsch gefunden. Die Entwicklung ist unbekannt.

## Verbreitung
Die Art ist im südöstlichen Mitteleuropa, Ost- und Südeuropa sowie in Vorderasien verbreitet. Fundmeldungen liegen aus der Schweiz, Österreich, Tschechien und der Slowakei, Ungarn, Moldawien, Belarus, der Ukraine, und Griechenland vor. In einer anderen Quelle wird die Türkei aufgeführt.